# Рыжова, Ксения Олеговна
Ксения Олеговна Рыжова (до замужества — Вдовина; род. 19 апреля 1987, Липецк, СССР) — российская легкоатлетка, чемпионка Европы в помещении 2011 года в эстафете 4×400 м, двукратная чемпионка Европы среди молодёжи. Заслуженный мастер спорта России.

## Биография
Ксения в детстве занималась волейболом, плаванием, танцами. С 13 лет занимается легкой атлетикой, первоначально специализировалась на тройном прыжке и даже выиграла юношеский чемпионат России среди 14-летних, но позже выбрала бег. Тренировалась у Татьяны Ивановны Мысик, Геннадия Алексеевича Колесникова, Анатолия Васильевича и Татьяны Михайловны Литвиновых, Валентина Михайловича Маслакова. Представляет Липецкую область и Центральный спортивный клуб Армии.
В 2007 году Ксения Вдовина стала чемпионкой Европы среди молодёжи в эстафете 4×100 м, в 2009 году — в эстафете 4×400 м.
С 2009 года выступает на взрослом уровне. На зимнем чемпионате России-2010 она заняла 4 место на дистанции 400 м.
На чемпионате мира 2010 года в Катаре завоевала серебряную медаль в эстафете 4×400 м.
Ксения имеет высшее образование, она окончила юридический факультет Воронежского института МВД.
В 2012 году участвовала в шоу „Танцы со звёздами“ на телеканалах Россия-1 и РТР-Планета.

## Результаты
Лучшие результаты по годам и место в списке мирового сезона
| Год   | 2009  | 2010  | 2011  | 2012  |
| ----- | ----- | ----- | ----- | ----- |
| 400 м | 52,22 | 51,41 | 50,67 | 50,43 |
| Место | 88    | 29    | 10    | 14    |

## Личные рекорды
| Дистанция | Время | Место     | Дата       |
| 400 м     | 49,80 | Чебоксары | 24 06 2013 |
| 300 м     | 36,88 | Льевен    | 05 03 2010 |
| 200 м     | 22,91 | Москва    | 29 06 2010 |

## Допинг
В 2014 году антидопинговая комиссия Всероссийской федерации легкой атлетики дисквалифицировала Ксению Рыжову на девять месяцев за нарушение антидопинговых правил. Дисквалификация продлится с 1 апреля 2014 года по 31 декабря 2014 года. Положительная допинг-проба была взята у Ксении Рыжовой 7 марта 2014 года на чемпионате мира в польском Сопоте. При анализе пробы спортсменки был обнаружен триметазидин, относимого Всемирным антидопинговым агентством к классу веществ S6(б), запрещённых в соревновательных период. Препарат был внесён в список запрещённых веществ 1 января 2014 года.